# Bitwa pod Göllheim

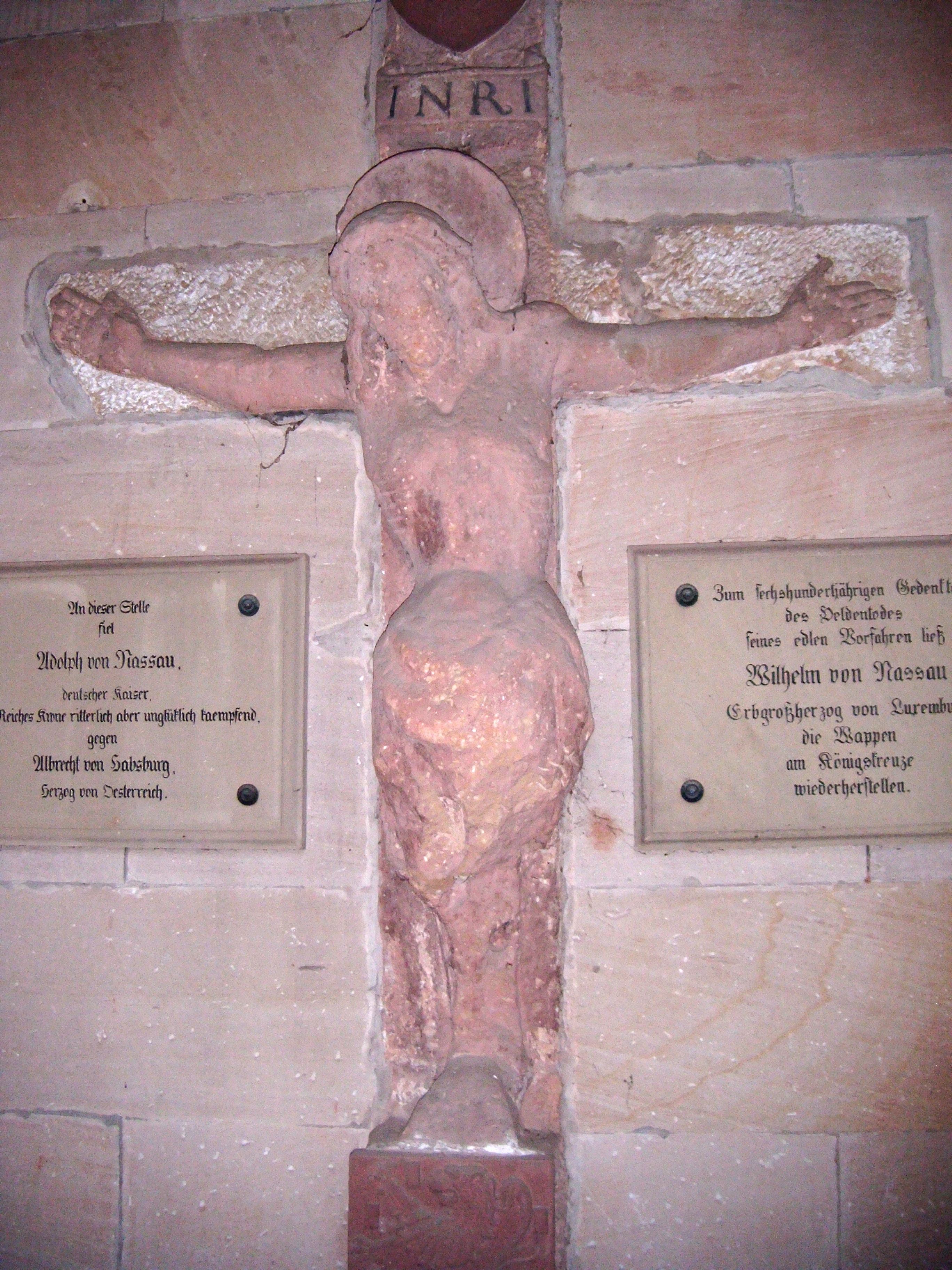
Krzyż królewski w Göllheim

Bitwa pod Göllheim – starcie zbrojne, które miało miejsce 2 lipca 1298 r. w palatynackiej gminie Göllheim pomiędzy wojskami księcia Albrechta I Habsburga a oddziałami króla Niemiec Adolfa von Nassau.

## Wprowadzenie
W obliczu wzrostu potęgi Habsburgów po przejęciu przez nich w 1278 władzy nad Austrią, w maju 1292 elektorzy postanowili przyznać władzę królewską Adolfowi hrabiemu Nassau. Jego próby prowadzenia własnej polityki dynastycznej (zakup Turyngii i Miśni od Albrechta Wyrodnego w 1293 r.) spowodowały jednak niezadowolenie elektorów, którzy 24 czerwca 1298 wybrali nowym władcą Albrechta Austriackiego, który od samego początku nie uznawał królewskiej godności Adolfa.
Po elekcji Albrecht, chcąc uzyskać uznanie w Alzacji, obległ Alzey, jednakże większość tamtejszych miast pozostała wierna Adolfowi, utrudniając kampanię Habsburga. W tej sytuacji postanowił on skierować się przez Strasburg i Wormację, a następnie wzdłuż Renu ku południowi. Tymczasem król Adolf, przebywający w warownym obozie w Kenzingen na czele kontyngentów z Palatynatu, Frankonii, Dolnej Bawarii i Alzacji, postanowił zaatakować wycofującego się wroga.

## Bitwa
Do starcia doszło w rejonie Hasenbühl, na południowy zachód od Göllheim w północnym Palatynacie, pomiędzy Kaiserslautern i Wormacją, w pobliżu masywu Donnersberg. Armia królewska nie zdążyła się skupić w całości i ustępowała liczebnością przeciwnikowi. W bitwie większymi zdolnościami dowódczymi wykazał się Albrecht, który po raz pierwszy użył w bitwie ciężkiej jazdy pancernej, a ponadto zaplanował i przeprowadził trzema częściami swojej armii manewr, w wyniku którego atakująca w centrum pola walki armia królewska znalazła się w okrążeniu. Taki przebieg starcia spowodował zamieszanie i panikę w szeregach królewskich, które spotęgowały strzały wspierających Albrechta Węgrów i Kumanów. Powstałe zamieszanie w szeregach armii osobiście próbował opanować sam król, który znalazł się w pierwszych szeregach walczących, próbując przebić się przez centrum wojsk austriackich. Pomimo utraty konia i hełmu w dalszym ciągu próbował zaatakować bezpośrednio stanowisko Albrechta, jednakże ostatecznie padł pod licznymi ciosami wroga. W tej sytuacji pokonana armia Adolfa pod dowództwem palatyna Rudolfa i księcia Ottona bawarskiego skierowała się przez Ren w kierunku Heidelbergu. 

## Następstwa
Wynik bitwy uznano jako wyrok boski. 27 lipca 1298 we Frankfurcie Albrecht po raz drugi ogłoszony został królem, a jego koronacja odbyła się 24 sierpnia w Akwizgranie. 
W miejscu bitwy wdowa pod Adolfie Imagina postawiła wczesnogotycki krzyż z piaskowca, który przetrwał do dziś i uznawany jest za najstarszy krzyż przydrożny w Palatynacie.